# 룸홀츠나무타기캥거루
룸홀츠나무타기캥거루(Dendrolagus lumholtzi)는 캥거루과에 속하는 나무타기캥거루의 일종으로 오스트레일리아 퀸즐랜드 주 애덜톤 테이블랜드의 우림 지역에서 발견된다. 국제 자연 보전 연맹(IUCN)은 관심대상종(LC, least concern species)으로 분류하지만, 현지 전문가들은 희귀종으로 분류한다. 학명은 1883년 이 종의 표본을 처음 발견한 노르웨이 탐험가 룸홀츠(Carl Sofus Lumholtz, 1851–1922)의 이름을 따서 지었다.